# Grattacieli più alti del Portogallo
Questa lista contiene gli edifici portoghesi di altezza superiore a 100 metri.

## Grattacieli sopra i 100m
| Posizione | Nome                | Città         | Immagine | Altezza(m) | Piani | Anno | Note  |
| --------- | ------------------- | ------------- | -------- | ---------- | ----- | ---- | ----- |
| 1         | Torre Vasco da Gama | Lisbona       |          | 145        |       | 1998 | [ 1 ] |
| 2         | Torre Solmar        | Ponta Delgada |          | 137        |       |      | [ 2 ] |
| 3         | Torre de Monsanto   | Oeiras        |          | 120        | 17    | 2001 | [ 3 ] |
| 4=        | Torre São Gabriel   | Lisbona       |          | 110        | 24    | 2000 | [ 4 ] |
| 4=        | Torre São Rafael    | Lisbona       |          | 110        | 24    | 2004 | [ 5 ] |